# 켈네르 쥴라

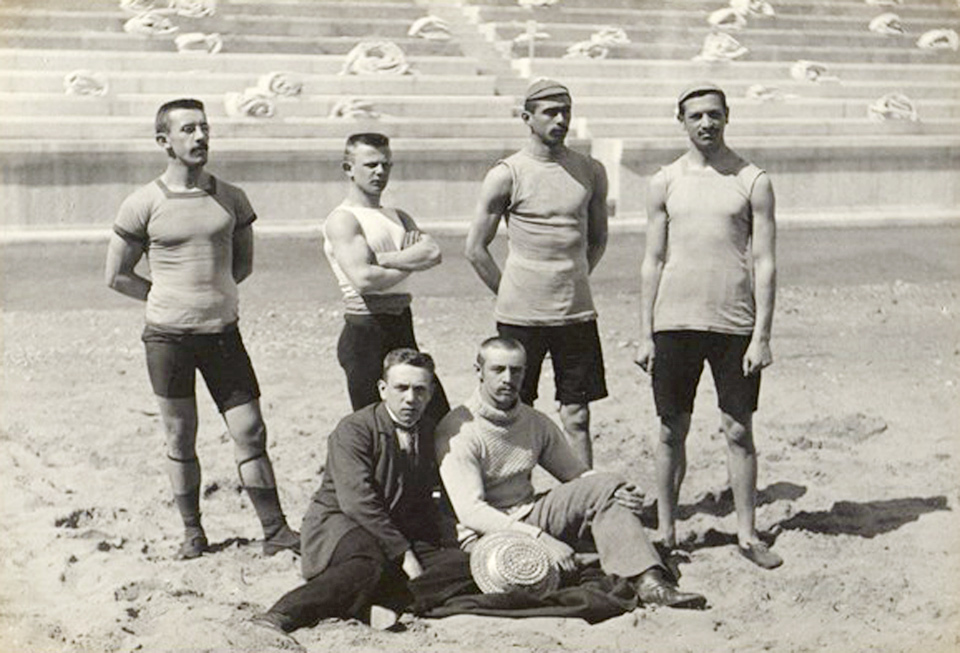

켈네르 쥴라(헝가리어: Kellner Gyula, 1871년 4월 11일 ~ 1940년 7월 28일)는 헝가리의 육상 선수이다. 그는 아테네에서 열린 1896년 하계 올림픽에 참가했다.
켈네르는 마라톤에 참가한 17명의 선수 중 한 명이었다. 그는 4위로 경기를 끝냈지만 3위였던 스피리돈 벨로카스가 일정 구간을 마차로 다녔다는 사실이 알려지자 켈네르가 3위로 올라왔다. 그의 기록은 3시간 6분 35초였다.